# Diferencialna destilacija
Diferencialna destilacija je najenostavnejša destilacijska metoda. Je enostopenjska nestacionarna šaržna operacija in se uporablja za šaržne in ne preostre ločitve.
Kapljevinsko zmes natočimo v kotel, jo segrejemo do vrelišča in predestiliramo želeni del vložka. Hlape kondenziramo in ujamemo v predložko. Vsaka izmed komponent v parni fazi je v ravnotežju z vrelo tekočino. Ker so komponente različno hlapne, dobimo v parni fazi več bolj hlapne komponente.
Ker gre za nestacionaren proces, se sestava tekoče in parne faze tekom destilacije spreminjata po Rayleighovem integralu. Rešimo ga lahko na različne načine (grafično, s poskušanjem,...)